# Manga
Manga (jap. 漫画; wymowa (IPA): maŋgaⓘ) – komiks, obraz, rysunek, szkic, karykatura. Japońskie słowo wywodzące się ze sposobu ozdabiania rycin i innych form sztuki użytkowej. Współcześnie używane poza Japonią oznacza japoński komiks.

Typowa postać mangowa: charakterystyczne są duże oczy, trudno dostrzegalne nos i usta; włosy często mają nienaturalny dla ludzi kolor

Manga wyewoluowała z połączenia drzeworytu ukiyo-e i wschodniego stylu rysowania z zachodnimi technikami, a swoją obecną formę przybrała krótko po II wojnie światowej. Manga jest drukowana głównie w czerni i bieli, nie licząc okładek i ewentualnie kilku pierwszych stron.
Popularne mangi są adaptowane na filmy animowane i seriale anime.

## Pochodzenie

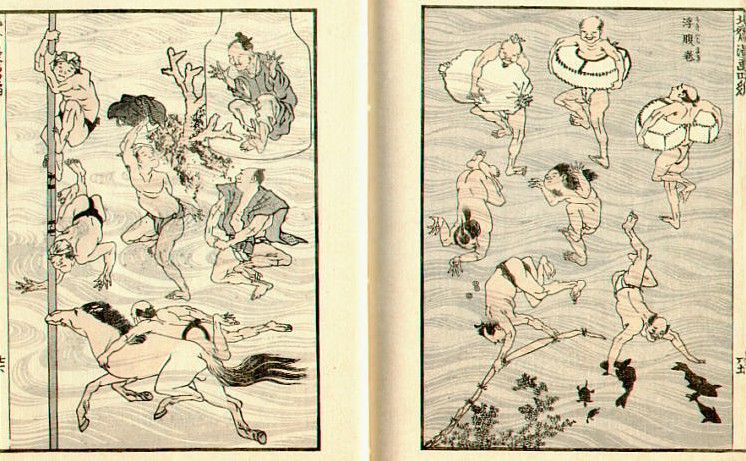
Manga Kąpiący się ludzie, autor Hokusai Katsushika

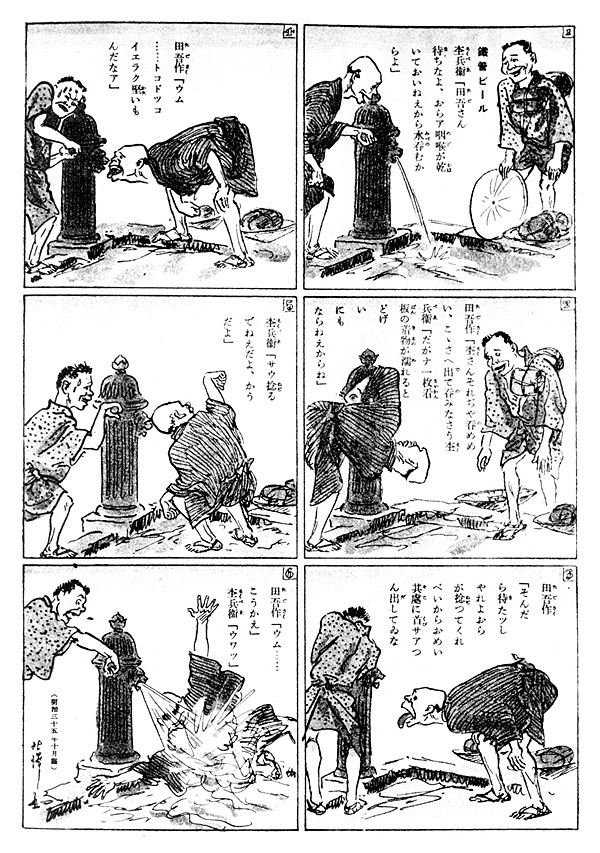
Strona z mangi pt. Tagosaku to Mokube no Tokyo Kenbutsu autorstwa Rakutena Kitazawy; 1902 r.

Słowo „manga” weszło do powszechnego obiegu po opublikowaniu w XIX w. Edehon Hokusai manga (Manga Hokusaia do nauki rysowania), zawierającej posortowane rysunki ze szkicowników znanego artysty ukiyo-e, Katsushiki Hokusaia, które miały służyć jego uczniom (i każdemu, kto chciał zgłębiać wiedzę w tej dziedzinie) za modele.  
Termin „manga” odnosił się początkowo do karykatur i humorystycznych rysunków, później (końcem XIX w.) zaczął wychodzić z użycia i został zastąpiony starszymi określeniami jak „giga” czy „Tobae” (od imienia mnicha Tōby, autora Zwoju z humorystycznymi obrazami zwierząt i ludzi). W obecnej formie manga zaistniała dopiero po II wojnie światowej.
W drugiej połowie XIX w., kiedy Japonia dokonała otwarcia na świat (okres Meiji), do kraju zaczęli przyjeżdżać zachodni artyści, którzy przekazywali Japończykom wiedzę na temat europejskich metod i technik kreowania obrazu. 
W XX w. słowo „manga” zaczęło odnosić się głównie do komiksu, który w kulturze japońskiej jest traktowany inaczej niż w kulturze amerykańskiej. W Japonii jest on formą sztuki i jednocześnie popularnej literatury. Podobnie jak jej amerykański odpowiednik, manga była i jest krytykowana – głównie przez zachodnich odbiorców – za zawartą w niej przemoc i podteksty seksualne (choć już w epoce Edo tworzono erotyczne drzeworyty shunga). Te nurty to jednak tylko część tego rodzaju twórczości. Wolność w doborze problematyki pozwala artystom rysować mangi dla każdej grupy wiekowej i na każdy temat.
W Japonii używa się kilku określeń japońskiego komiksu, ale słowo „manga” jest najczęściej używane wśród fanów gatunku. Z drugiej strony – ludzie związani z branżą wydawniczą, szukający bardziej prestiżowej nazwy dla swojej profesji, nierzadko używają formy komikkusu, która jest tłumaczeniem angielskiego comic book.

## Formaty i styl mangi

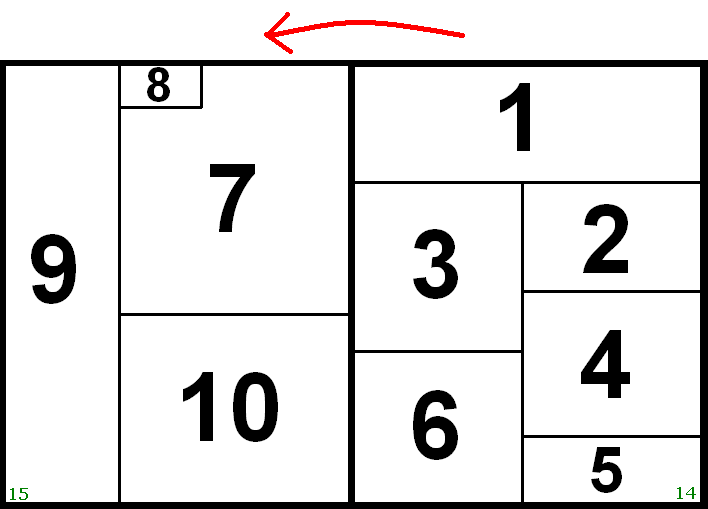
Przykładowy sposób czytania oryginalnej mangi

Większość mang publikowana jest w periodycznie ukazujących się magazynach. Każdy z nich prowadzi zwykle od kilku do kilkunastu serii w odcinkach. Zazwyczaj po 20–40 stron na odcinek. Wydawnictwa te są drukowane na papierze o niskiej jakości i mogą mieć od 200 do ponad 850 stron. Mogą też zawierać pojedyncze historyjki i yonkomy (paski komiksowe). Twórcy takich komiksów zaczynają od kilku obrazkowych opowiastek, pracując w ten sposób na uznanie. Jeśli te okażą się sukcesem, są kontynuowane, ale kiedy nie odniosą spodziewanego sukcesu – mogą zostać przerwane nawet w środku rozwijającej się historii. 
Dla obniżenia kosztów produkcji większość mang jest drukowana w czarno-białej kolorystyce (oprócz okładek). Gdy seria publikowana jest przez dłuższy czas, jej rozdziały zostają zebrane razem i wydrukowane w oddzielnych tomikach zwanych tankōbon. Drukuje się je na papierze wyższej jakości, gdyż są przeznaczone do kolekcjonowania.
Japoński komiks charakteryzują: linia (tzw. kreska) górująca nad formą oraz rozkład paneli inny niż w zachodnim komiksie. Okienka i strony czyta się od prawej do lewej, tak jak w tradycyjnym japońskim piśmie, przez co mangę przegląda się od ostatniej kartki do pierwszej (z europejskiego punktu widzenia), czyli inaczej niż w krajach zachodnich. Niektórzy wydawcy tłumaczonej mangi trzymają się takiego układu, inni jednak odwracają kierunek, żeby ułatwić czytanie swoim czytelnikom.

### Wygląd mangowych postaci
Mimo że grafika waha się od realistycznej do prostej i komiksowej, postacie z reguły posiadają ogromne oczy (ułatwiające przedstawianie emocji) i rysy twarzy typowe dla białej odmiany człowieka – z reguły nie przypominają typowych Azjatów.
- Według Frederika L. Schodta(inne języki), amerykańskiego pisarza i znawcy mangi, ten sposób rysowania postaci ma swoje korzenie w XIX wieku, a dokładniej w czasach otwarcia się Japonii na Zachód (zakończenie sakoku dzięki amerykańskiemu wojskowemu, Matthew Perry'emu) – wcześniej Japończycy przedstawiali się w sztuce z typowymi azjatyckimi rysami twarzy, a oczy japońskich postaci często były nawet mniejsze niż oczy prawdziwych Japończyków; Europejczycy w japońskiej sztuce sprzed okresu Meiji byli przedstawiani jako „duże, owłosione dziwolągi z wielkimi nosami”. Zaczęło się to zmieniać od 1853 r., kiedy to Matthew Perry i jego towarzysze przedstawili Japończykom europejską sztukę i estetykę, przez co artystyczne wzorce Japończyków zaczęły się europeizować. Kluczowa dla sposobu przedstawiania bohaterów mangi miała być zaś klęska Japonii w II WŚ – to przez nią w Japonii rodzima moda i ideały piękna zaczęły ustępować tym z Zachodu, co stało się widoczne szczególnie w mandze[6].
- Natomiast według Antonii Levi, naukowczyni zajmującej się anime i historią Japonii, powodem, dla którego postacie z mangi tak wyglądają, są konwencje artystyczne ustanowione przy tworzeniu wczesnej shōjo-mangi (tj. mangi dla nastoletnich dziewcząt) w latach 60. XX wieku. Artystki tworzące takowe mangi chciały uwzględniać w swoich dziełach więcej akcji oraz bardziej rozbudowaną fabułę – wcześniej męscy artyści tworzący fikcję dla dziewcząt myśleli, że czytelniczki bardziej stereotypowych, słodkich i sentymentalnych romansów – lecz przez brak społecznego przyzwolenia, kobiece postacie nie mogły robić niekonwencjonalnych rzeczy i przeżywać przygód, jeśli historia miała być osadzona w realiach ówczesnej Japonii. Dlatego artystki wybierały na miejsce shōjo-mang Europę i Stany Zjednoczone, z czym wiązał się europejski wygląd postaci. Natomiast delikatny, zniewieściały wygląd męskich postaci miał wynikać z wpływu teatru Takarazuka Revue (kobiety grały w nim role męskie; takie aktorki często były obiektem zauroczeń ze strony nastoletnich fanek, co japońscy rodzice uważali za lepszą i czystszą alternatywę wobec skierowania uczuć nastolatek do prawdziwych mężczyzn), a także z opierania ich na zachodnich gwiazdach popu, takich jak David Cassidy[6].

Jeszcze w latach 90. XIX wieku duże oczy były przez Japończyków postrzegane jako dziwne i nienormalne (Lafcadio Hearn spisał, że Japończycy komentowali tak oczy z europejskich rycin przedstawiających młode dziewczęta i dzieci), ale już przed I WŚ zaczęły pojawiać się w sztuce – japońscy ilustratorzy, m.in. Jun'ichi Nakahara, dawali je bohaterkom romansowych magazynów dla młodych kobiet. Duże oczy stały się charakterystycznym elementem mangi dopiero w II połowie XX wieku, odkąd w latach 50–60. XX w. Osamu Tezuka, twórca Astro Boya, uznawany za ojca współczesnej mangi, zaczął je w taki sposób rysować, inspirując się stylem kreskówek Disneya. Nie wszyscy artyści trzymają się jednak tej konwencji.

## Gatunki
Gatunki większości mang zbieżne są z tymi obecnymi w komiksie zachodnim. Istnieją jednak również takie, które są charakterystyczne dla komiksu japońskiego i pojawiają się w nim znacznie częściej niż w innych:
- shōjo-manga (jap. 少女漫画) – rodzaj mangi przeznaczonej głównie dla dziewcząt;
- shōnen-manga (jap. 少年漫画) – rodzaj mangi przeznaczonej głównie dla chłopców;
- seinen-manga (jap. 青年漫画) – manga adresowana głównie do młodych mężczyzn w wieku pomiędzy 18 a 30 lat;
- josei-manga (jap. 女性漫画) – rodzaj mangi, który opowiada o codziennym życiu kobiet w Japonii i jest skierowany do starszych nastolatek i dojrzałej widowni żeńskiej;
- manga alternatywna:
  - gekiga (jap. 劇画, dosł. dramatyczne obrazy) – odpowiednik zachodniego określenia powieść graficzna, ukuty przez Yoshihiro Tatsumiego, dla odróżnienia od popularnych komiksów skierowanych do młodszego czytelnika. Są to komiksy, które „odmalowują najczęściej w czarnych barwach życie codzienne i problemy społeczne”[1];
  - la nouvelle manga – francusko-belgijsko-japoński ruch artystyczny, przypominający stylem mangę (np. Szpinak Yukiko);
- nurt erotyczny, czyli ecchi (lekko erotyczne, często widać bieliznę, nagie ciało bez szczegółów lub z przysłoniętymi częściami intymnymi), hentai (z jap. „zboczeniec”; sceny erotyczne i pornograficzne, szczególnie w anime), a także mniej dosłowne w pokazywaniu erotyki nurty komiksów o tematyce homoseksualnej, czyli shōjo-ai (dziewczęca miłość) lub yuri oraz shōnen-ai (chłopięca miłość) lub yaoi[7].

## Manga poza Japonią
We Francji pojawiają się dramaty dla dorosłych i formy eksperymentalne prezentowane w formie mangi. Istnieje też ruch Nouvelle Manga zapoczątkowany przez Frédérica Boileta, dążący do połączenia dojrzałej, wyszukanej mangi ze stylem tradycyjnego komiksu francusko-belgijskiego.
Wydawnictwo Chuang Yi publikuje mangę po angielsku i chińsku w Singapurze. Niektóre angielskojęzyczne tytuły tego wydawnictwa są importowane do Australii i Nowej Zelandii. W Indonezji rynek komiksu japońskiego w krótkim czasie stał się jednym z najszybciej rosnących poza Japonią. Manga w Indonezji jest publikowana przez Elex Media Komputindo, Acolyte, Gramedia. W Australii wiele popularnych japońsko- i chińskojęzycznych komiksów i anime jest wydawanych przez Madman Entertainment.
Manga okazała się na tyle popularna, że wydawnictwa takie jak Antarctic Press, Oni Press, Seven Seas Entertainment, TOKYOPOP, a nawet Archie Comics zaczęły wydawać własne, inspirowane mangą zeszyty w podobnej stylizacji. Pierwsze z nich pojawiły się w 1985.
Ze względu na znaczący wzrost popularności mangi poza Japonią, brytyjska pisarka Emma Hayley wraz z wydawnictwem SelfMadeHero postanowiła wydać mangi opowiadające dzieła Szekspirowskie w postaci japońskiego komiksu. Chciała w ten sposób przybliżyć twórczość poety i zachęcić czytelników mangi do czytania jego dramatów.

### Manga w Polsce
Pierwszą mangą w polskim przekładzie opublikowano w 1986 roku; był to komiks Black Knight Batto (znany na Zachodzie jako Black Knight Bat) autorstwa Buichi Terasawy, publikowany w odcinkach na łamach czasopisma „SFera". Po upadku komunizmu, pierwszą mangą oficjalnie wydaną w Polsce było Aż do nieba (jap. Ten-no hate made) autorstwa Riyoko Ikedy, wydana w latach 1996–1997 przez Japonica Polonica Fantastica. W tym okresie powstały też pierwsze polskie mangi; których kilkadziesiąt, a prawdopodobnie znacznie więcej, ukazało się w drugiej połowie lat 90. w fanzinach, czasopismach bądź wydaniach (w większości amatorskich). Do pierwszych, z roku 1997 należą "Silver Eye" Piotra Kowalskiego i Droga miecza Krzysztofa Leśniaka. Do pierwszych sukcesów komercyjnych polskiej mangi można zaliczyć wydaną w 2007 pozycję Meago Saga autorstwa Magdaleny Kani.  
Obecnie (2021), na polskim rynku działają wydawnictwa specjalizujące się w mandze, takie jak Japonica Polonica Fantastica, Waneko, Hanami czy Studio JG. Manga znajduje się także w ofercie wydawców komiksowych, takich jak Egmont czy Kultura Gniewu. Publikowane są zarówno pozycje jednotomowe, jak też serie.  
W Polsce wychodziły i wychodzą również magazyny poświęcone mandze i anime. Najpopularniejsze z nich to „Kawaii”, „Otaku”, „Kyaa!” (nadal wychodzi w roku 2021) czy „Arigato”.